# Fleming (Canada)
Fleming is een plaats (town) in de Canadese provincie Saskatchewan en telt 75 inwoners (2006).